# Higher (Clean Bandit)
Higher is een nummer van de Britse elektronische muziekgroep Clean Bandit uit 2021, met vocalen van de Puerto Ricaans-Amerikaanse rapper Iann Dior.
Op "Higher" zingt Iann Dior dat hij helemaal met zijn hoofd in de wolken zit vanwege zijn geliefde. De leden van Clean Bandit schreven het nummer in de maand voor de coronapandemie. Bastille-frontman Dan Smith heeft ook meegewerkt aan de tekst. Het nummer had in het Verenigd Koninkrijk met een 66e positie niet veel succes. In Nederland bereikte de plaat de Top 40 net niet, maar kwam het op de eerste positie in de Tipparade terecht. Ook in Vlaanderen reikte het nummer slechts tot de Tipparade.

## Tracklijst
- Muziekdownload

1. "Higher" - 3:23